# 名南病院
名南病院（めいなんびょういん）は、医療法人名南会が愛知県名古屋市南区南陽通に設置する病院。

## 概要
1959年に発生した伊勢湾台風による被害に対して全日本民主医療機関連合会が行った救援活動を契機に、前身の名南診療所が開設される。
救急告示病院。公益財団法人日本医療機能評価機構認定病院。(病院評価(3回目)は,3rdG:Ver.1.1(2018年4月6日認定,2023年5月18日))。全日本民主医療機関連合会（民医連）に加盟している。

## 診療科
(この節の出典)
- 内科
- 消化器科
- 循環器科
- 呼吸器科
- 神経内科
- 小児科
- 外科
- 整形外科
- 放射線科
- リハビリテーション科
- 皮膚科
- 泌尿器科

## 医療機関の認定
(この節の出典)
- 保険医療機関
- 高齢者の医療の確保に関する法律(昭和57年法律第80号)第7条第1項に規定する医療保険各法及び同法に基づく療養等の給付の対象とならない医療並びに公費負担医療を行わない医療機関
- 労災保険指定医療機関
- 指定自立支援医療機関（精神通院医療）
- 身体障害者福祉法指定医の配置されている医療機関
- 生活保護法指定医療機関
- 結核指定医療機関
- 戦傷病者特別援護法指定医療機関
- 原子爆弾被害者一般疾病医療取扱医療機関
- 公害医療機関
- 特定疾患治療研究事業委託医療機関
- 在宅療養支援病院
- 無料低額診療事業実施医療機関

## 差額ベッド代について
病院の理念により、差額ベッド料（個室料）を徴収していない。

## 交通アクセス
- 名鉄常滑線「道徳駅」徒歩12分[6]
- 名古屋市営バス：神宮12系統「南陽通五丁目」停留所下車、正面[6]
- 名古屋市営バス：金山19系統「南陽通五丁目」停留所下車、正面[6]

## 関連施設
- 名南ふれあい病院 - 名古屋市南区豊田

## 周辺
- 名古屋市立五条保育園
- カネスエ木場店
- 東海労働金庫名古屋南支店